# Les deux gamines
Les deux gamines er en fransk stumfilm fra 1921 af Louis Feuillade.

## Medvirkende
- Sandra Milovanoff som Ginette
- Olinda Mano som Gaby
- Violette Jyl som Lisette Fleury
- Alice Tissot som Flora Bènazer
- Gaston Michel
- Fernand Herrmann som Pierre Mannin
- Lugane som Mlle